# Вікирчак Ірина
Іри́на Вікирча́к (17 травня 1988) — культуртрегер, поетеса. Директор фестивалю «Meridian Czernowitz» (2010—2013).
Засновниця Міжнародного фестивалю оповідання «Intermezzo» в місті Вінниця.[джерело?]

## Біографія
Народилася в місті Заліщики, Тернопільська область. Мати — фізик, батько — біолог.
Ірина Вікирчак навчалася на факультеті іноземних мов та географічному факультеті Чернівецького національного університету ім. Ю. Федьковича. Стипендіат «Програми обміну майбутніх лідерів» (2004—2005, місто Майнот, США) та літньої програми німецької служби академічних обмінів DAAD (2008, Мюнхен, Німеччина).
Переможець конкурсу творів молодих авторів «Чисті роси», авторка поетичної збірки «Розмова з ангелом» (2005). Твори публікувалася у альманахах «Перші ластівки», «Буковинському журналі», журналі «Радар», «Альманасі поезій та перекладів ІІ Міжнародного поетичного фестивалю Meridian Czernowitz». Поезія перекладена англійською, німецькою, польською та іспанською. Викладала англійську мову в Чернівецькому національному університеті ім. Ю. Федьковича.
Гість і учасниця поетичних та літературних фестивалів у Медельїні (Колумбія, 2011), Берліні (Німеччина, 2010—2012), Лейпцизі (Німеччина, 2012), Льойкербаді (Швейцарія, 2012), на острові Тінос (Греція, 2012), Львові (Україна, 2011—2012) та Чернівцях (Україна, 2010—2012).
До 2013 року була виконавчим директором Міжнародного поетичного фестивалю «Meridian Czernowitz». Співавторка міжнародного поетично-візуального проекту «Потяг Часу: Чернівці—Прага—Відень» (2011) та проекту «Поетичне Турне: Київ—Чернівці—Львів—Берлін—Бремен» (2013). Співорганізатор першої в Україні резиденції для поетів і перекладачів, у рамках якої письменники з Європи мають можливість жити і працювати в Чернівцях.
1 січня 2014 року разом із американською письменницею Корою Шварц заснувала українсько-американське некомерційне видавництво «The Veranda Project», спрямоване на просування сучасної української літератури у США та видання американських авторів в Україні.
З лютого по липень 2014 року була стипендіатом програми Міністра культури і національної спадщини Республіки Польща «Gaude Polonia».
У червні 2016 року в результаті конкурсу була відібрана на посаду керівника Бюро програми Європейського Союзу «Креативна Європа» у рамках приєднання України до цієї програми.
З 2019 року стала помічником Ольги Токарчук.